# Indigofera rojasii
Indigofera rojasii är en ärtväxtart som beskrevs av Emil Hassler. Indigofera rojasii ingår i släktet indigosläktet, och familjen ärtväxter. Inga underarter finns listade i Catalogue of Life.